# Hakan Reçber
Hakan Reçber (* 17. August 1999 in Ankara) ist ein türkischer Taekwondoin. Er startet in der Gewichtsklasse bis 68 Kilogramm.

## Erfolge
Hakan Reçber war bereits bei den Junioren sehr erfolgreich. 2016 wurde er in Burnaby Weltmeister in der Gewichtsklasse bis 59 Kilogramm und sicherte sich ein Jahr darauf in der Altersklasse U21 auch den Europameistertitel in der Gewichtsklasse bis 59 Kilogramm. Bei den Erwachsenen gewann er bereits 2018 in Kasan bei den Europameisterschaften seine erste Medaille, als er den zweiten Platz belegte. Im selben Jahr sicherte er sich bei den Mittelmeerspielen 2018 in Tarragona im Leichtgewicht die Bronzemedaille. 2021 wurde Reçber in Sofia in der Gewichtsklasse bis 68 Kilogramm Europameister.
Kurz darauf nahm er aufgrund seines Siegs im Qualifikationsturnier in Sofia an den ebenfalls 2021 stattfindenden Olympischen Spielen 2020 in Tokio teil. In seiner Konkurrenz erreichte er nach einem Auftaktsieg das Viertelfinale, in dem er dem späteren Finalisten Bradly Sinden aus Großbritannien mit 19:39 unterlag. In der Hoffnungsrunde setzte er sich anschließend zunächst gegen den Neuseeländer Tom Burns mit 23:9 durch und besiegte danach auch den Bosnier Nedžad Husić mit 22:13, womit er die Bronzemedaille gewann. 2023 wurde er in Baku erstmals Weltmeister. Bei den Olympischen Spielen 2024 in Paris verpasste er in der Hoffnungsrunde einen erneuten Medaillengewinn.